# Robi Saarma
Robi Saarma (Tallin, 20 de mayo de 2001) es un futbolista estonio que juega en la demarcación de delantero para el F. K. Pardubice de la Liga de Fútbol de la República Checa.

## Selección nacional
Tras jugar en varias categorías inferiores de la selección, finalmente hizo su debut con la selección de fútbol de Estonia en un partido amistoso contra Finlandia que finalizó con un resultado de 0-1 a favor del combinado estonio tras el gol de Martin Miller.

## Clubes
| Club                    | País            | Año       | Partidos | Goles |
| ----------------------- | --------------- | --------- | -------- | ----- |
| FC Nõmme United         | Estonia         | 2017-2021 | 108      | 73    |
| FC Nõmme United U21     | Estonia         | 2021      | 1        | 3     |
| Paide Linnameeskond U21 | Estonia         | 2022      | 3        | 0     |
| Paide Linnameeskond     | Estonia         | 2022-2025 | 117      | 43    |
| F. K. Pardubice         | República Checa | 2025-     |          |       |